# Santeri Alkio

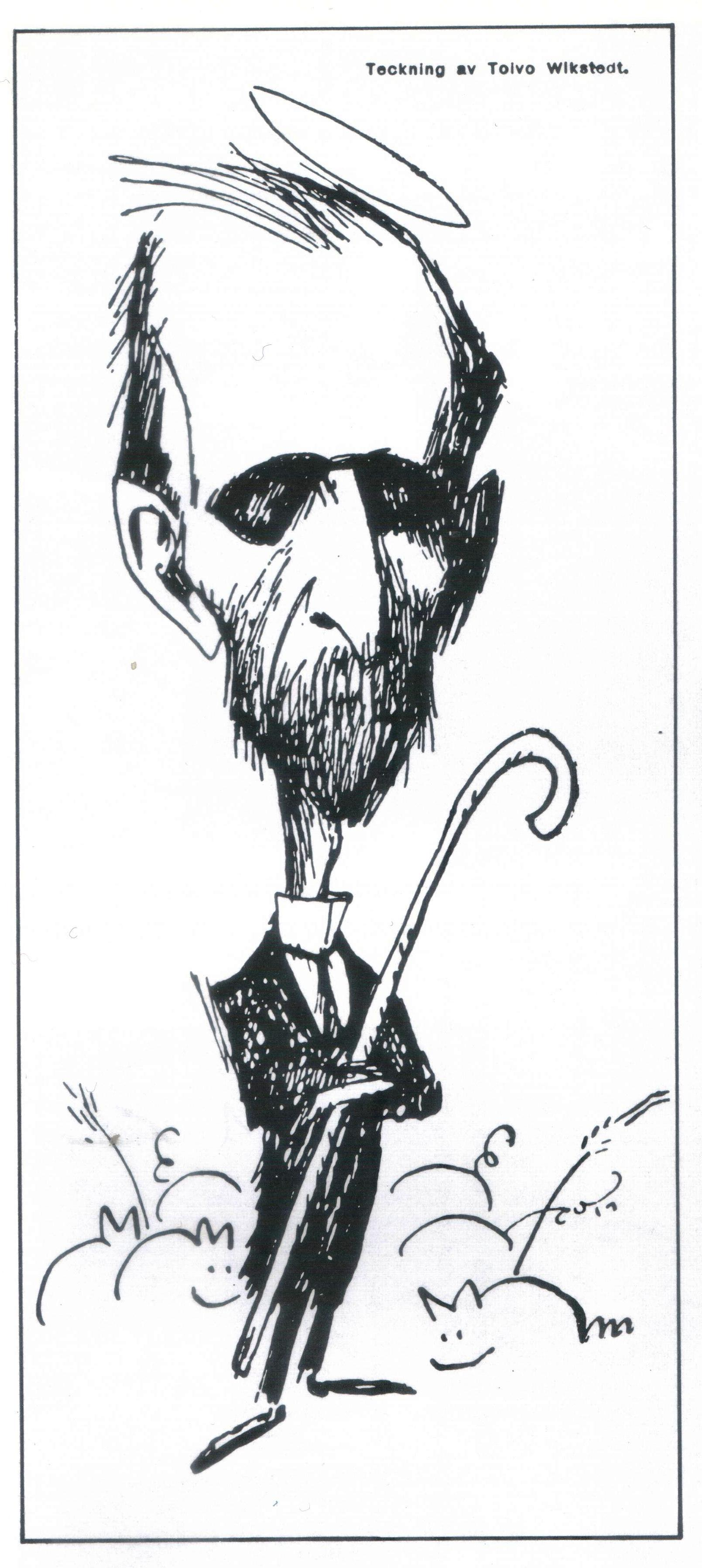
Alkio. Caricatura de 1918

Santeri Alkio (1898 Aleksander Filander, 17 de junio de, 1862 Laihia - 24 de julio de, 1930 Laihia) fue en el comienzo de la década de 1900 uno de los principales políticos finlandeses, escritor y periodista que se recuerda, sobre todo como fundador e ideólogo del Liga Agraria (ahora el finlandés Partido del Centro).
Alkio fue también un escritor muy prolífico y fundador y editor del periódico Ilka desde 1906 hasta 1929. Además de su propio nombre, escribió bajo el seudónimo de South Ostrobothnian e Iiska Heikkiläinen

## Carrera política
Santeri Alkio comenzó a trabajar en el Partido de la Juventud, pero después renunció al partido. Más tarde, en 1906, para evitar la caída de la población rural en las luchas socialistas, fundó la Asociación de Jóvenes de Ostrobotnia del Sur, que en 1908 se fusionó con la unión menos ideológica de la población rural finlandesa.  Se convirtió en el principal ideólogo del actual Centro de la Unión Agraria, y todavía se le considera el padre espiritual del Centro. 
Alkio fue elegido como miembro del Parlamento en las primeras elecciones parlamentarias en 1907 de la unión electoral de los jóvenes finlandeses y la Unión rural finlandesa joven. En el Parlamento, Alkio cooperó rápidamente con la Federación Agraria.  Cayó del Parlamento en 1908 después de ser candidato de la Unión Agraria, pero se recuperó en 1909. Estuvo en el Parlamento en el periodo 1909-1914 y el 1917-1922.  Como Vicepresidente del Parlamento ejerció de 1917 a 1918, y como Ministro de Asuntos Sociales de 1919 a 1920. Como Ministro de Asuntos Sociales en la Junta de Directores de Vennola (del 15 de agosto de 1919 al 15 de marzo de 1920), obligó a imponer una Ley de Prohibición en Finlandia y también la presentó como el ministro responsable para la confirmación por parte del Presidente Ståhlberg. 

## Ideas
Alkio era un ávido defensor de la democracia y la independencia de Finlandia. Dirigió el club juvenil, que principalmente quería defender los valores de la vida rural y fomentar la abstinencia y los estilos de vida saludables.
Una idea importante para Alkio fue la autoeducación, en la que el individuo aprende buenos hábitos y pasatiempos y lucha contra sus tendencias malignas. Destacó este ideal en el club juvenil.
A diferencia de Kyösti Kallio, otro de los primeros líderes de la Unión Rural, Alkio era más idealista que un político pragmático. Estableció metas altas para el partido, pero aparentemente no pudo explicar muy racional y prácticamente cómo alcanzarlas. Después de retirarse del Parlamento para volver al trabajo del escritor y periodista en 1922, comentó eventos políticos y también aconsejó a sus compañeros de partido. A fines de la década de 1920, Kallio le dio permiso a Alkio para que lo aconsejara, pero no le prometió seguir todos sus consejos.
En 1917 Alkio apoyó la independencia de Finlandia y el Senado de la Independencia de Svinhufvud.  Había estado a favor de privar al Gobierno Supremo del Gobierno Provisional de Rusia ya en el verano de 1917 como parte del derecho de Finlandia a quedarse como estaba. Alkio consideró la rebelión roja apoyada por los soldados rusos como un intento de devolver a Finlandia a la Rusia soviética: "Su propósito [de la rebelión] es derrotar la independencia de Finlandia".  En cuanto a la población rusa en Finlandia, Alki tenía una línea muy estricta: en 1918 exigió la expulsión de todos los no ciudadanos que residían en el país. Alrededor de 12.000 en Finlandia en ese momento. Sólo unos 5.000 rusos tenían la ciudadanía finlandesa. La posición de Alkio habría significado que los rusos que habían huido de la revolución a Finlandia deberían haber continuado su viaje a otra parte.
Alkio también era pacifista.  El 15 de enero de 1920, en La Voz de la Tierra , escribió el artículo que precedió a su época: “La Liga de Naciones como una idea tribal también debería llevar a Europa con urgencia a considerar el tema de los Estados Unidos de Europa. Es obvio que, en aras de su propia paz, Europa debe comenzar a dirigir su política de eliminar la necesidad de mantener tropas, fronteras aduaneras y dinero desigual entre las potencias". El propio Alkio dijo que le había influido, entre otras cosas, la política de Mahatma Gandhi.
Alkio era considerado un cristiano fiel, pero, por otro lado, era muy honesto al reconocer sus propias dudas. Estaba firmemente a favor de la libertad religiosa y, a veces, criticaba el liderazgo de la Iglesia Luterana. Como cristiano ideal, Alkio creía que la propagación del parlamentarismo era parte del plan de Dios.
Alkio llevó a la retórica política finlandesa una serie de términos utilizados hoy. Los más famosos de ellos son los "pobres" y la "bandera del progreso".

## Alkio como hombre de la independencia
Santeri Alko tiene un papel importante, pero poco conocido, como uno de los primeros hombres de la independencia. Comienza a dibujar desde principios de abril de 1917, cuando se convirtió en miembro del Comité Constitucional. Este comité, dirigido por KJ Ståhlberg, se creó para hacer propuestas sobre la futura relación entre Finlandia y Rusia y para desarrollar una nueva forma de gobierno para Finlandia. 
El Comité fue un foro importante para el desarrollo político futuro en Finlandia, donde los líderes de diferentes tendencias políticas podrían debatir de manera seria y constructiva. En comparación con el Senado y el Parlamento, el Comité estaba bien protegido de la publicidad. 
Además, el Comité realmente tuvo éxito en su segunda tarea principal, ya que, sobre la base de su borrador, en el verano de 1919, el Parlamento adoptó un gobierno finlandés independiente que estuvo vigente hasta el año 2000. El Comité fue un lugar real para Alkio y, además, fue Vicepresidente del Parlamento y presidente de su propio grupo parlamentario. En ese momento estaba en la vanguardia de la vida del estado finlandés y en la cima de su carrera política. La premisa evidente de Ståhlberg era que Finlandia continuaría como parte del Imperio ruso, pero Alkio pronto se dio cuenta del profundo problema de la continuación de la relación estatal. Todas las opciones estaban en el aire y todas sacudieron el programa de reforma que quería manejar.  Siguió con impaciencia la controversia sobre el diseño de formas y la relación de Finlandia con el gobierno interino ruso. Creía que los finlandeses tenían que preparar rápidamente una forma republicana de gobierno y hacer una propuesta al gobierno ruso del momento. 
A fines de abril, el programa de Alkio ya no tenía ningún requisito para la plena soberanía. Habló de una unión libre entre Finlandia y Rusia, donde las relaciones deberían basarse principalmente en la independencia. También habría incluido su propio ejército y la retirada de los soldados rusos de Finlandia. 
A mediados de mayo, el Comité discutió las futuras relaciones económicas entre Finlandia y Rusia: aduanas, derecho de Finlandia a representación extranjera, su propio presupuesto y el derecho a celebrar acuerdos financieros con otros países.  Enfatizó fuertemente la soberanía económica como el alma de la esencia nacional y la consideró más importante que la estadidad. Continuó mirando más allá de la gran guerra por la paz que se avecinaba, y esperó a que los países europeos participaran en negociaciones de formación con un carácter económico o social. En sus propios intereses nacionales, Finlandia tenía que involucrarse, independientemente de Rusia. 

## Intimidad
Los padres de Alkio fueron el propietario Juho Filander y Maria Jakku. Su primera esposa desde 1884 hasta 1894 fue Serafina Mannila hasta su muerte, la segunda, desde 1896, Anna Augusta Falenius.  Paavo Alkio, el presidente de la Corte de Apelaciones de Vaasa, era hijo de Alkio de otro matrimonio.

## Obras
- Familia Teerela (1887)
- Nudillos - Descripciones de poderes (1894)
- De casas y pueblos - historias y descripciones (1894)
- Fuerzas de ruptura (1896)
- Jaakko Jaakonpoika (1913)
- Nuevo tiempo (1914)
- Patriarca (1916)
- Hombre y ciudadano (1919)
- Social y estatal (1919).
- Política rural I-II (1919, 1921)
- Obras completas I-XIII (1919–1928)
- Obras seleccionadas (1953)